# 愛の中で
『愛の中で』（あいのなかで）は障子久美7作目のシングル。2000年7月1日にメディアリングより発売された。

## 収録曲
1. 愛の中で
2. 呼吸
3. 愛の中で（Instrumental）